# Robert Shea
Robert Joseph Shea (født 14. februar 1933, død 10. marts 1994) var en amerikansk bladredaktør, klummeskribent og forfatter. Han var medforfatter (sammen med Robert Anton Wilson) på Illuminatus!-trilogien, som i 1986 vandt Prometheus-prisen.